# Tschatyr-Dag
Tschatyr-Dag (krimtatarisch Çatır Dağ, ukrainisch Чатир-Даг, russisch Чатыр-Даг) ist ein Gebirgsmassiv auf der Halbinsel Krim. In der Sprache der Krimtataren bedeutet „çatır“ „Zelt“, „dağ“ steht für „Berg“.

## Aufbau
Das Massiv besteht aus einem nördlichen und südlichen Hochplateau, wobei das nördlichere Plateau niedriger gelegen ist. Dieses ist mit Steppengras bedeckt, wohingegen das höhergelegene Plateau im Süden von Buchen und Wacholder bedeckt ist. Über den gesamten Berg erstrecken sich eine Vielzahl von Wanderwegen, zudem ist das Massiv von einigen Höhlensystemen gesäumt. Am östlichen Ende des niedrigeren Plateaus befinden sich auch Eibenhaine.
Das südliche Plateau hat eine konkave Form – die am Rand des Plateaus gelegenen Gipfel sind alle benannt, wobei der Eklizi-Bourun mit 1527 Metern über dem Meeresspiegel den höchsten Gipfel darstellt. Die Hänge sind teils sehr steil und eignen sich daher gut zum Felsklettern.

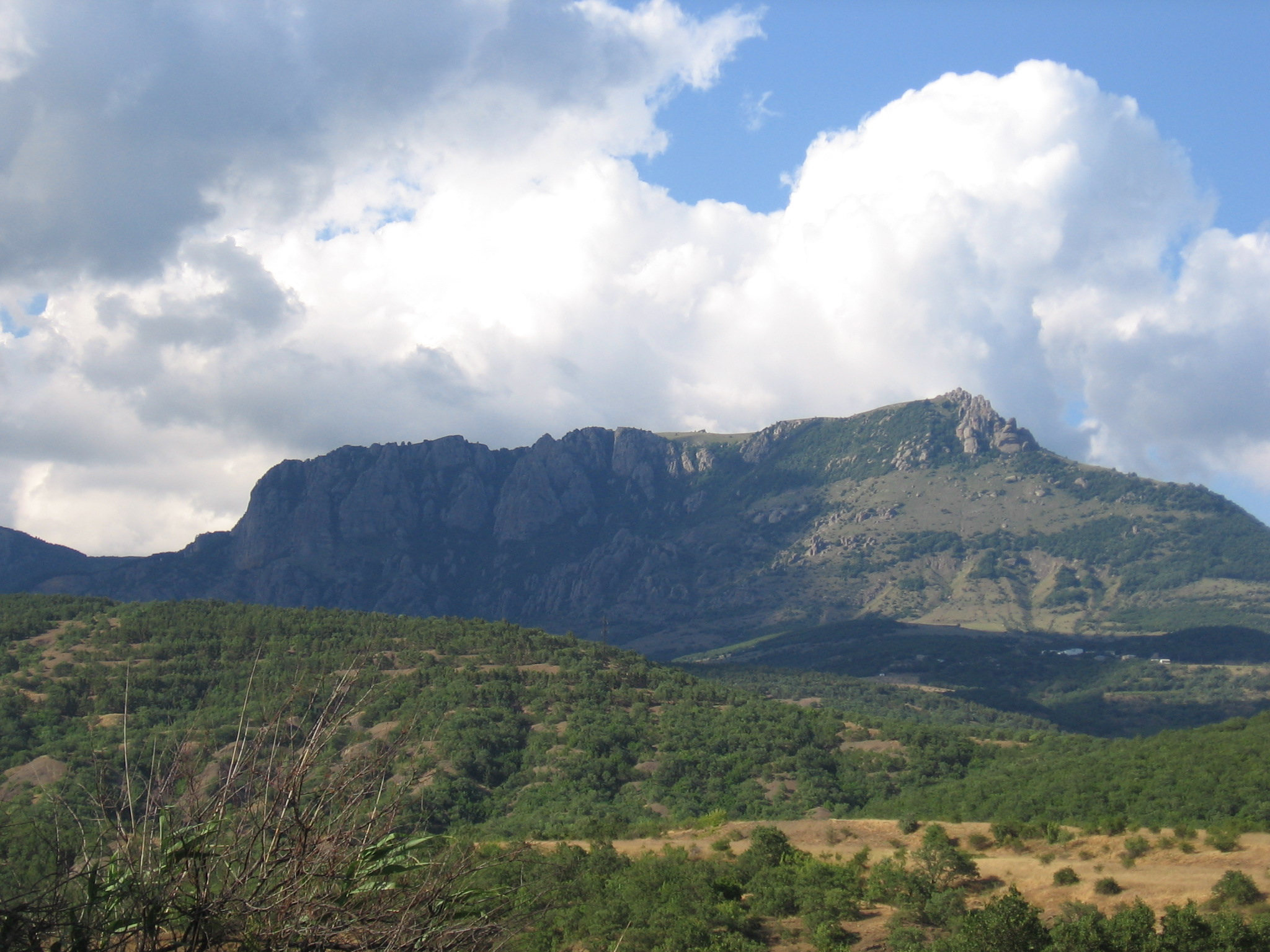
Chatyr-Dag Berg, Ansicht von Süden

## Höhlen
- Marmorhöhlen
- Emine-Bair-Chosar